# Jobst Heinrich Hansen

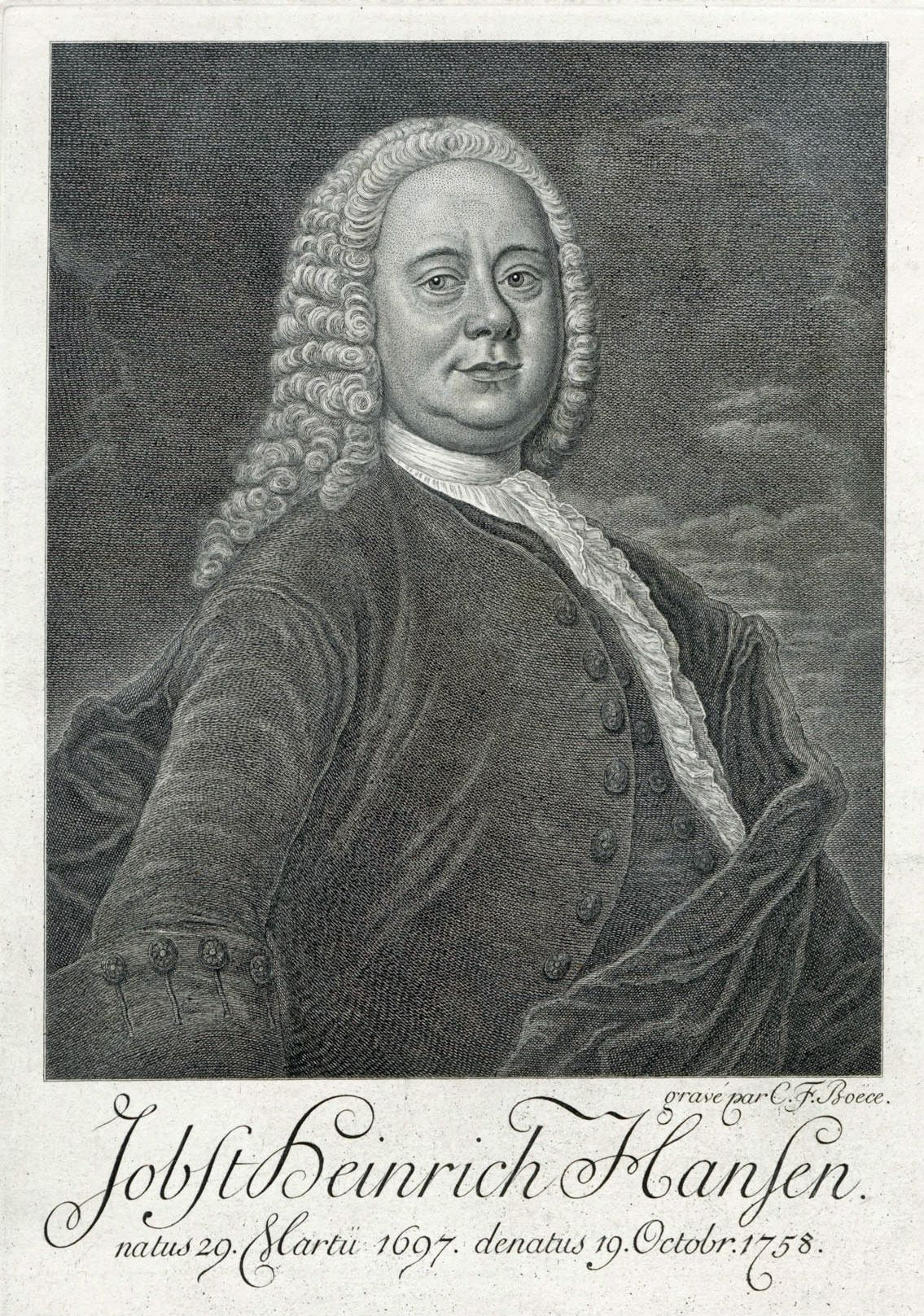
Jobst Heinrich Hansen, porträtiert von Christian Friedrich Boetius

Jobst Heinrich Hansen (* 29. März 1697 in Hildesheim; † 19. Oktober 1758 in Leipzig) war Kaufmann und Ratsherr in Leipzig.

## Leben

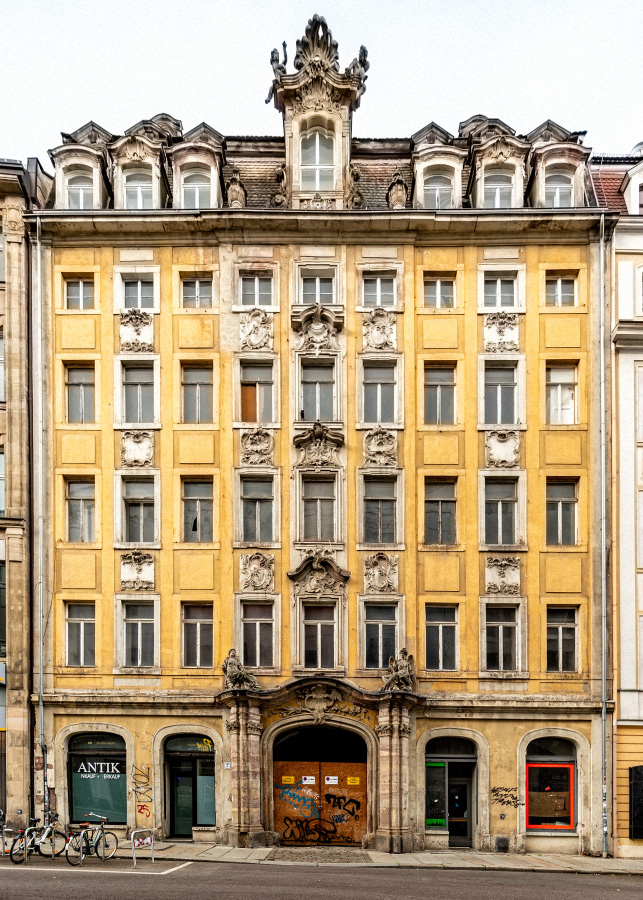
Hansen-Haus Leipzig, Katharinenstraße 19

Jobst Heinrich Hansen war Kaufmann und Ratsherr zu Leipzig. Er ließ das 1749 vollendete, barocke Wohnhaus Katharinenstraße 19 in Leipzigs Zentrum errichten. Hansen hatte dafür den Baumeister George Werner verpflichtet, als Vorbild für das Gebäude diente wohl der Stich eines Stadtpalais in Prag.

## Familie
Er war der Vater von Justus Heinrich Hansen und Friedrich Ludolph Hansen, die ebenfalls Kaufleute und Ratsherren in Leipzig wurden. 